# Rileya cecidomyiae
Rileya cecidomyiae is een vliesvleugelig insect uit de familie Eurytomidae. De wetenschappelijke naam is voor het eerst geldig gepubliceerd in 1888 door Ashmead.